# (36548) 2000 QN99
2000 QN99 (asteroide 36548) é um asteroide da cintura principal. Possui uma excentricidade de 0.16954560 e uma inclinação de 5.55281º.
Este asteroide foi descoberto no dia 28 de agosto de 2000 por LINEAR em Socorro.